# Otto Tellemann
Friedrich Ernst Otto Tellemann (* 31. März 1833 in Naumburg (Saale); † 1877 ebenda) war ein deutscher Verwaltungsbeamter.

## Leben
Otto Tellemann studierte Rechtswissenschaften an den Universitäten Heidelberg und Halle. 1853 wurde er Mitglied des Corps Saxo-Borussia Heidelberg. Noch im gleichen Jahr schloss er sich dem Corps Marchia Halle an. Nach dem Studium trat er in den preußischen Staatsdienst ein. 1875 wurde er Landrat des Landkreises Naumburg. Das Amt hatte er bis zu seinem Tod 1877 inne.